# Train de travaux

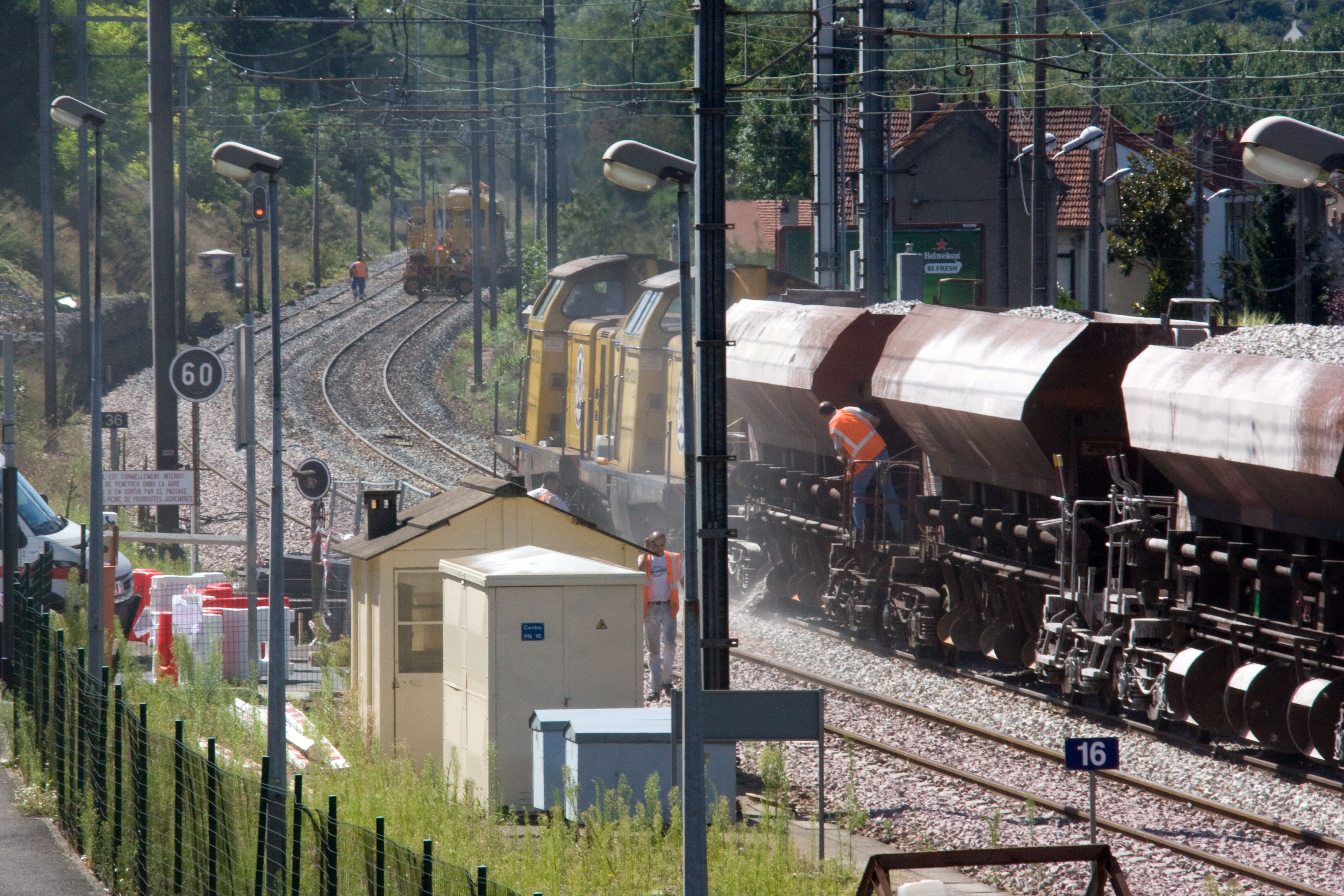
Un train de travaux lors d'une opération de Renouvellement Voie Ballast en gare de Moulin-Galant, en août 2010.

Un train de travaux sert à l'entretien, courant ou lourd, et à la réparation d'une voie ferrée, comme dans les opérations de Renouvellement Voie Ballast.

## Composition
-  Un train de travaux peut être composé de plusieurs types de véhicules :
- dégarnisseuses et/ou des cribleuses, pour enlever et/ou trier le ballast usagé, la partie saine étant remise sur la voie, celle usée étant évacuée dans des wagons ;
- régaleuses pour étaler le ballast ;
- train de substitution (« train de coupe »), permettant le renouvellement en continu pour la pose des traverses et des rails neufs;
- bourreuses pour mettre en place les cailloux du ballast sous les traverses ;
- excavatrices rail-route pour creuser, déposer/enlever des traverses et le ballast
- grues pour soulever diverses charges ;
- Véhicules de liaisons, camionnettes, voitures tout-terrain pour l'entretien et la surveillance ;
- Wagons trémies de ballast pour transporter et déverser le ballast neuf sur la voie et des wagons pour enlever et transporter le ballast usagé ;
- Train de finition, transportant le ballast usagé, du sable neuf, et récupérer les déchets de voie ;
- Wagons ateliers pour réparations et entretien du matériel  ;
- Wagons cantines et repos pour les ouvriers ;

## Galerie de photographies

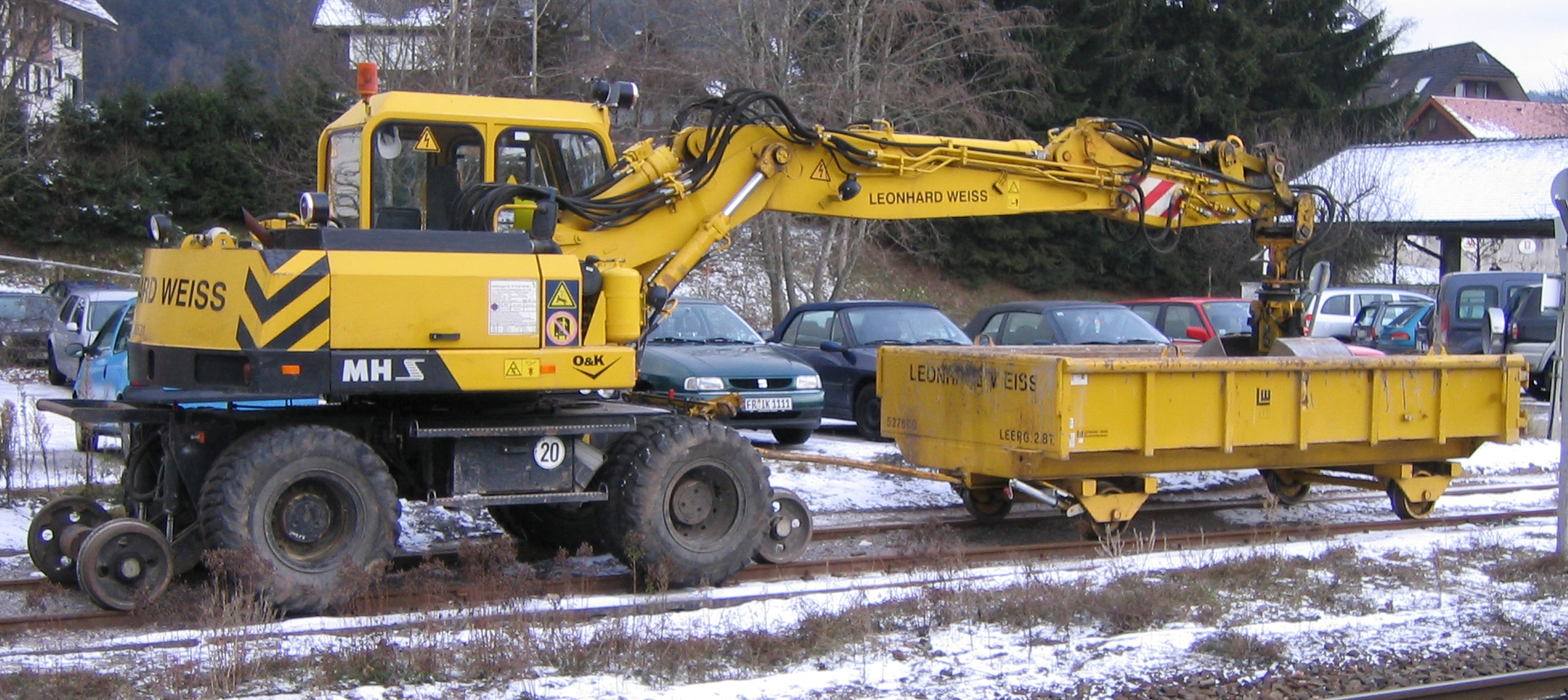
Pelle mécanique rail-route.
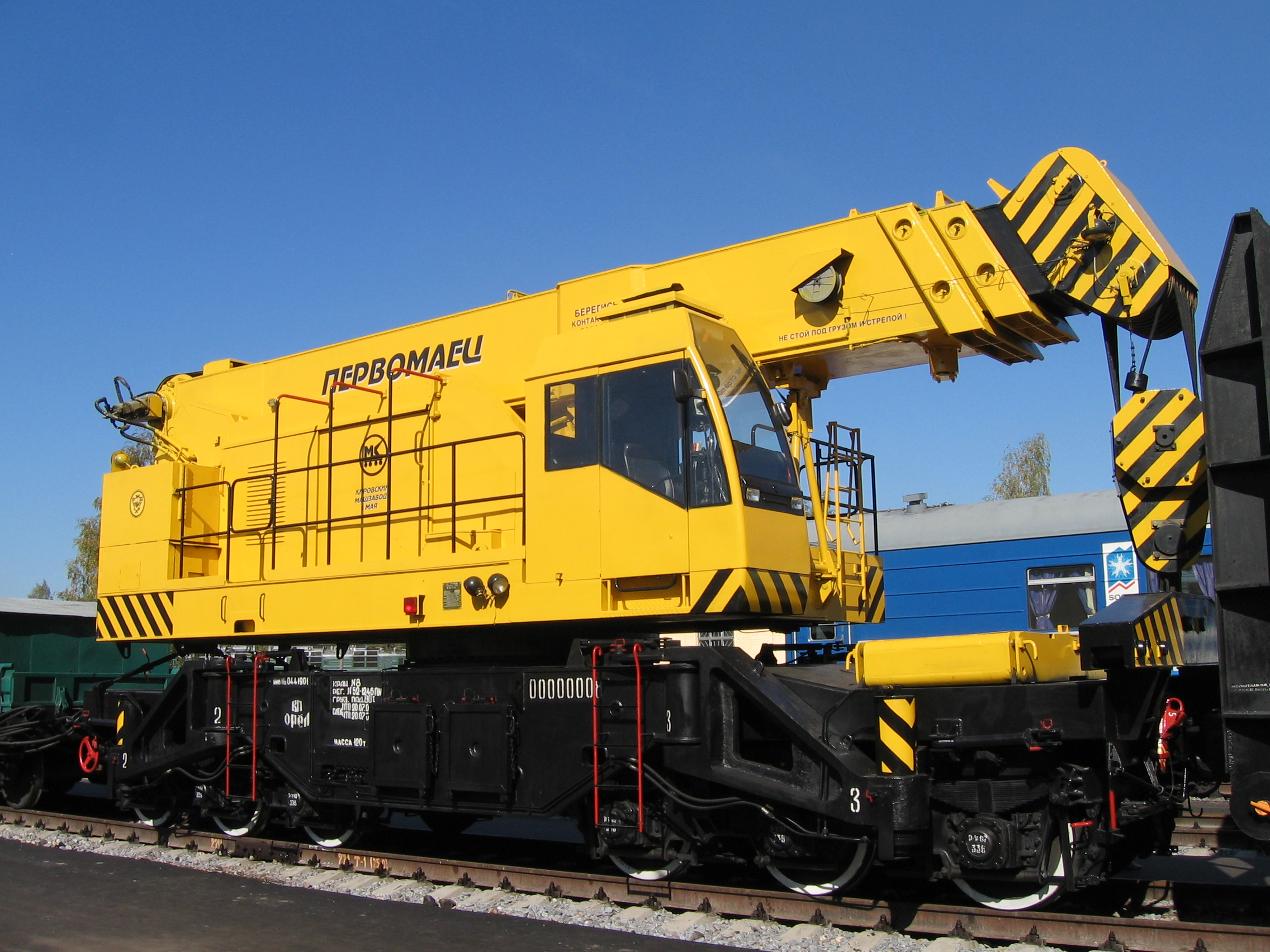
Grue ferroviaire.
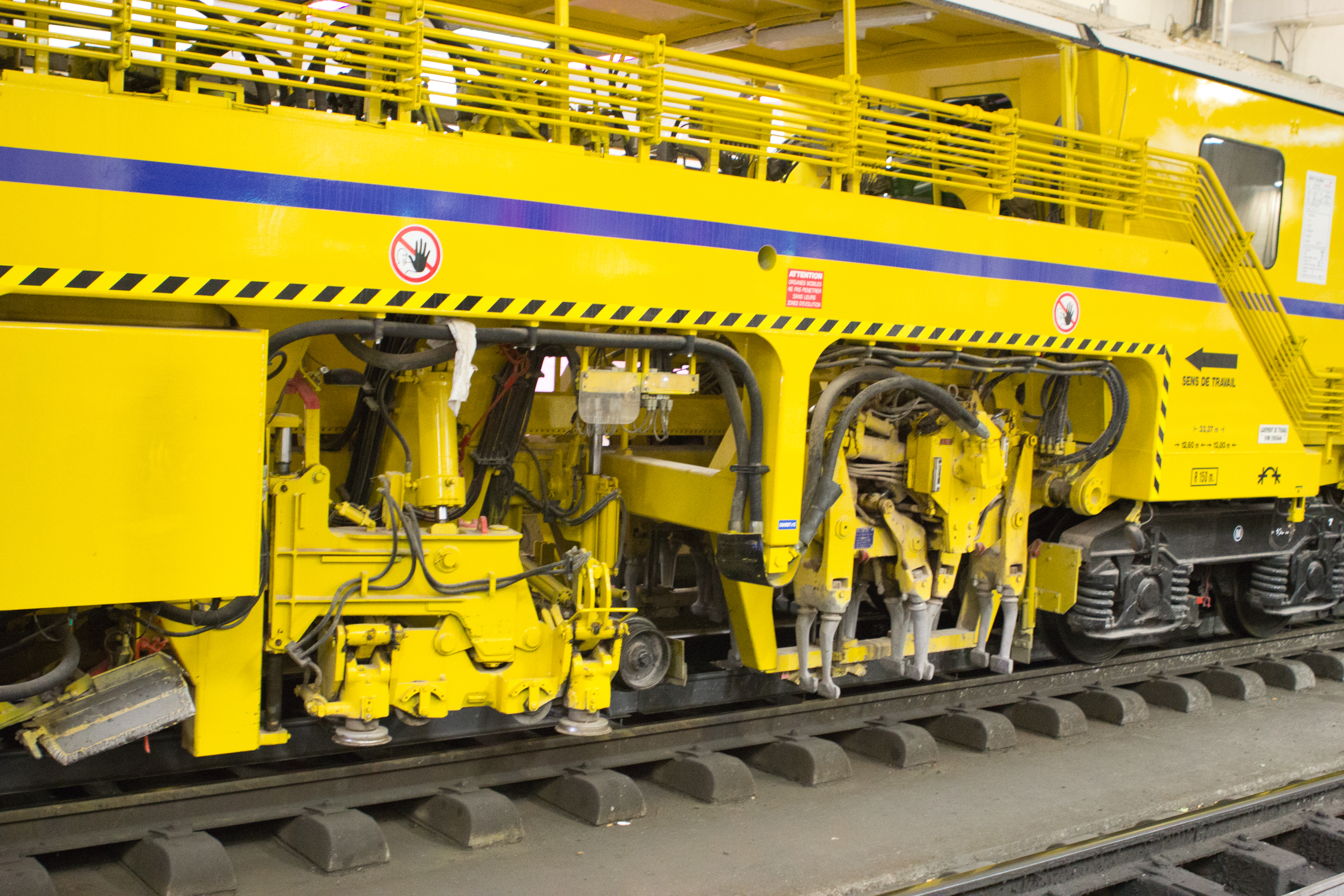
Vue des bourroirs d'une bourreuse.
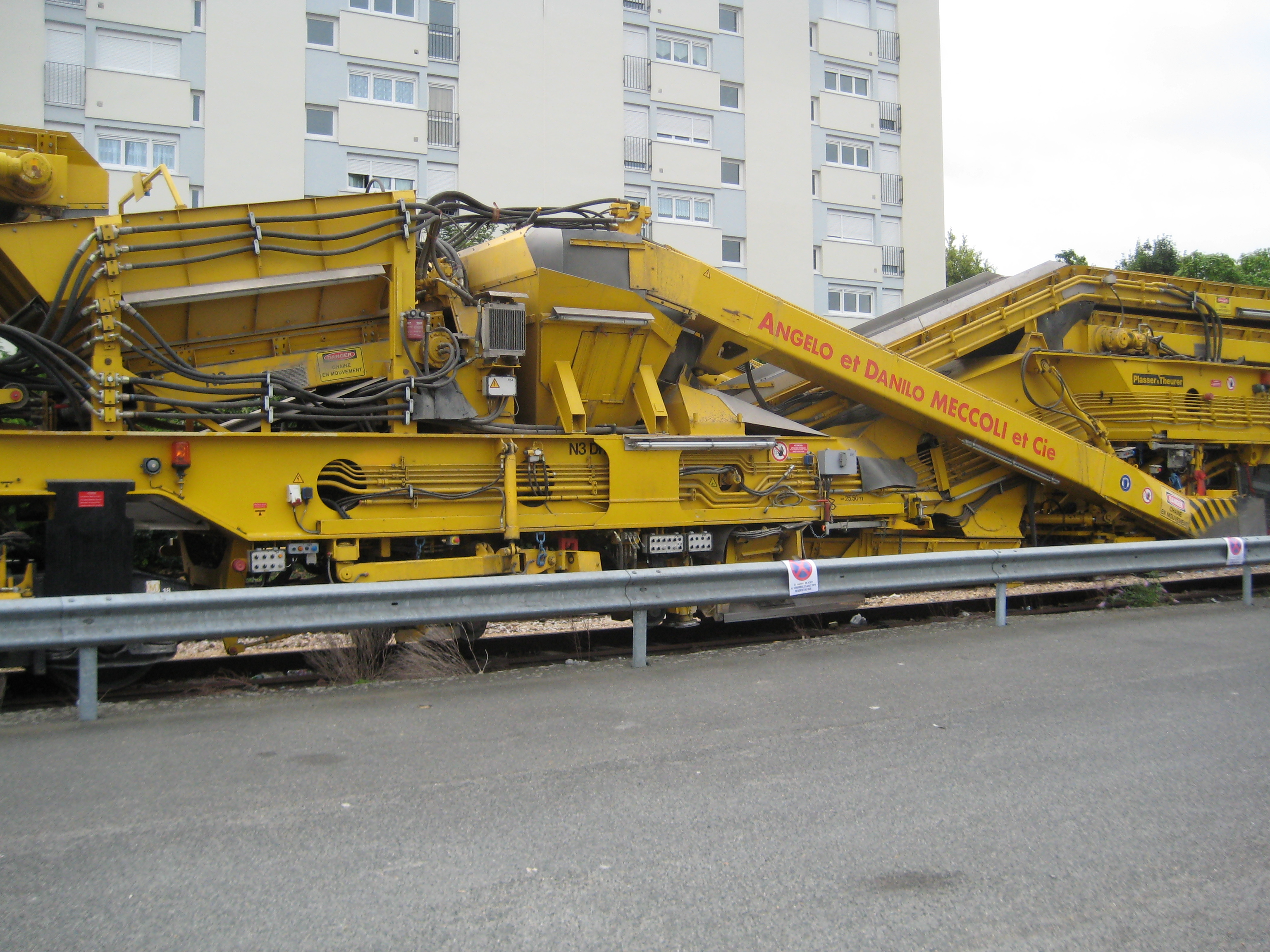
Dégarnisseuse-cribleuse.
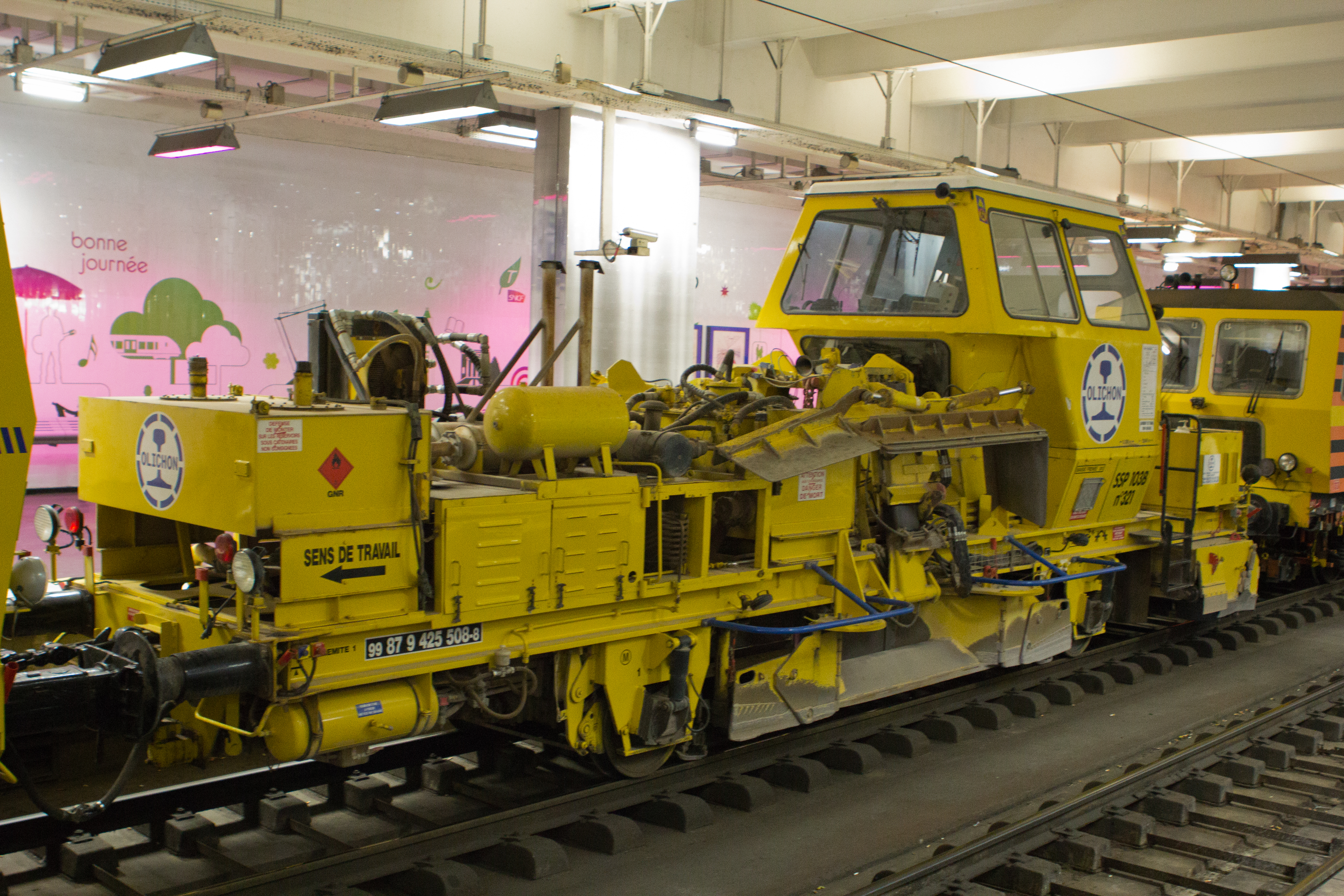
Régaleuse en gare de Paris-Nord.
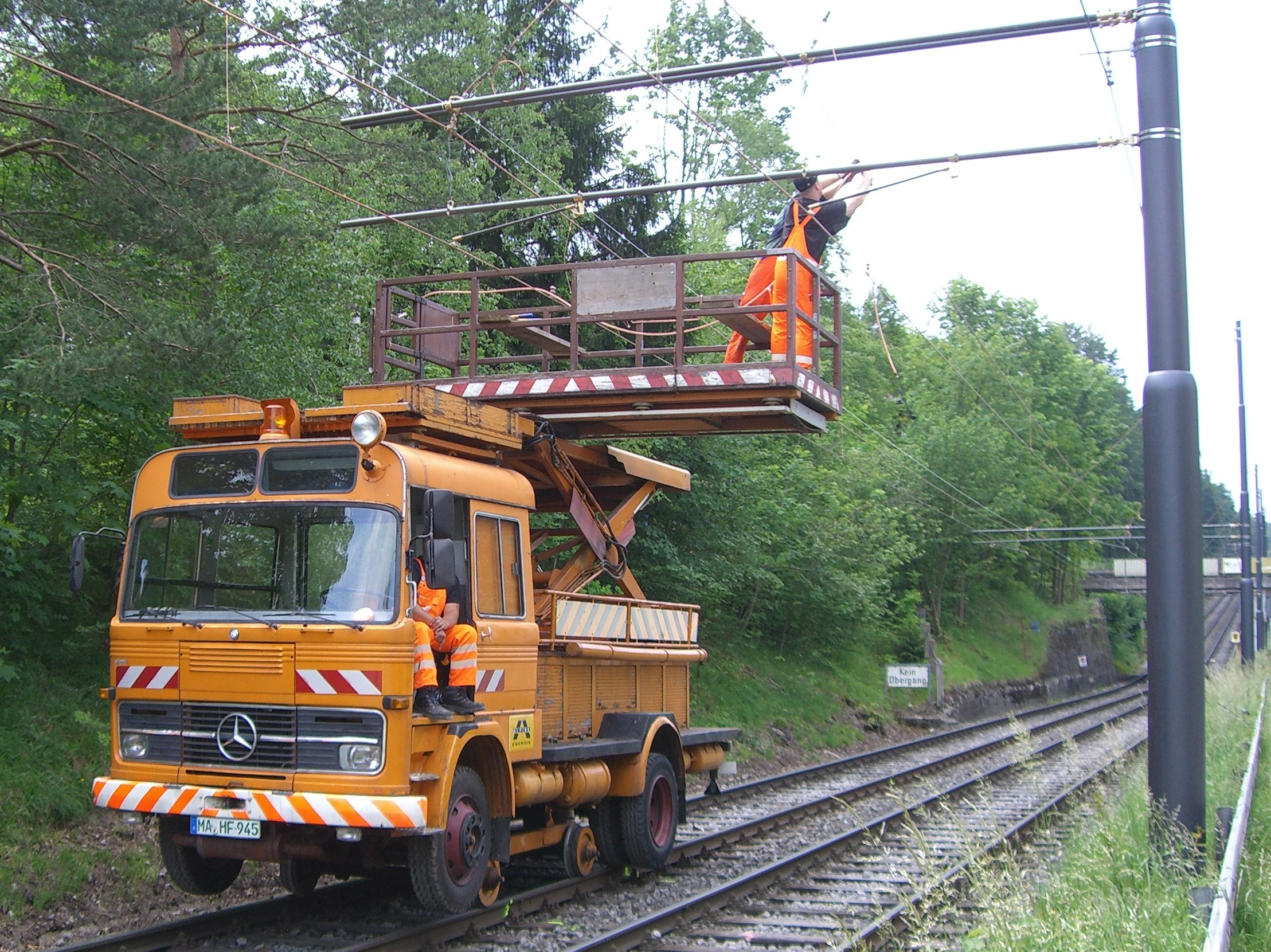
Véhicule d'entretien des caténaires sur chariot.
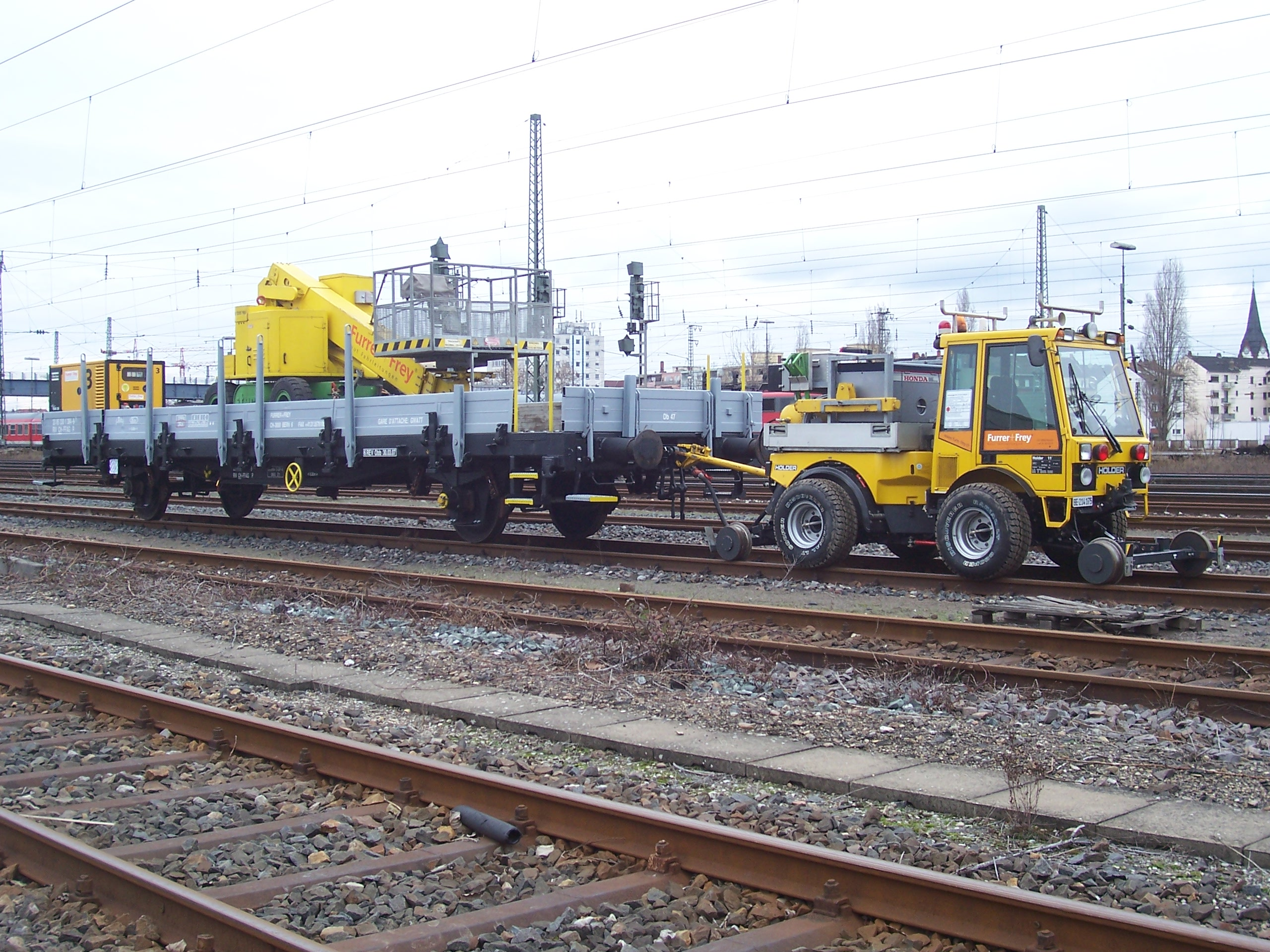
Locotracteur rail-route.
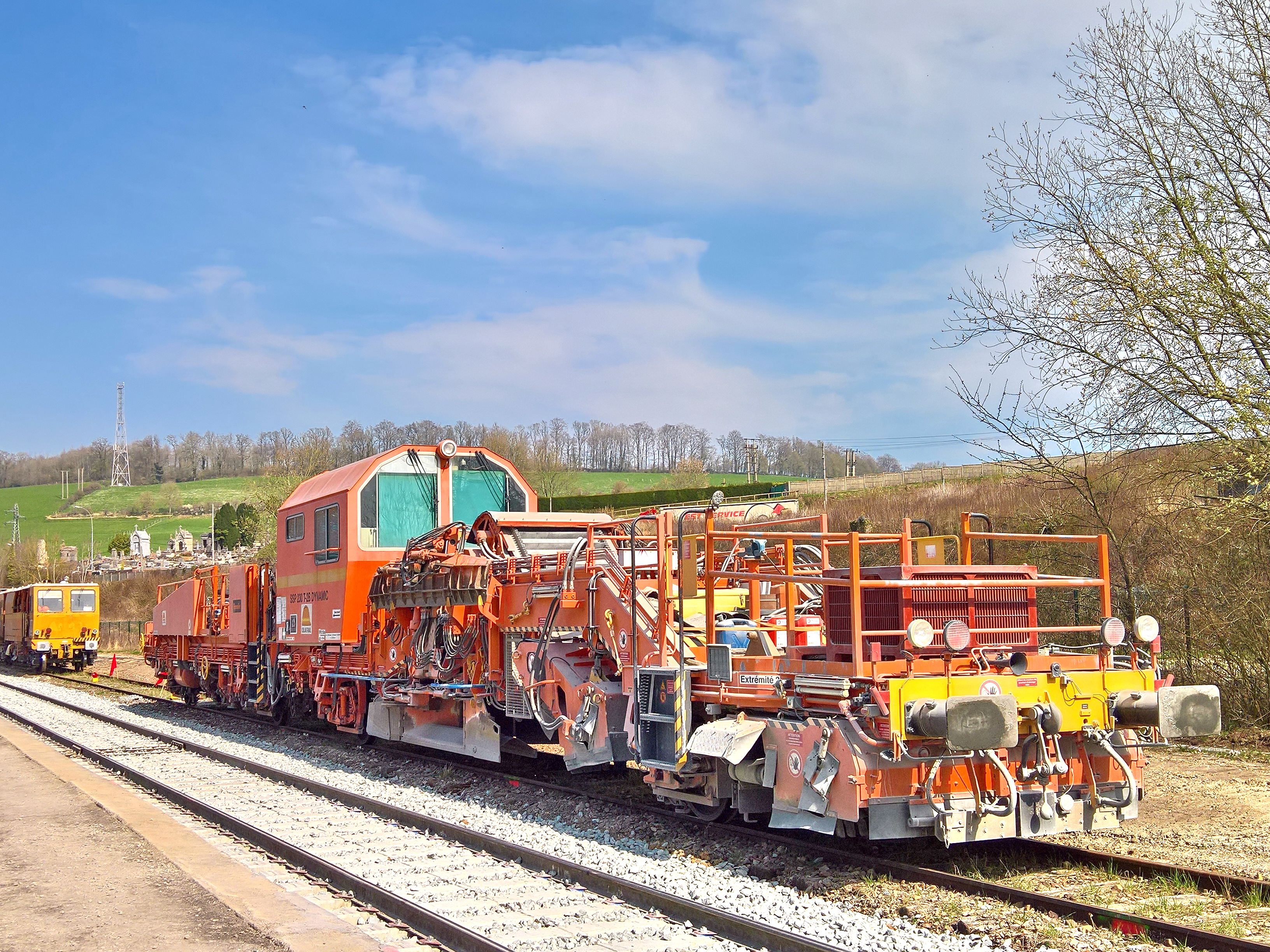
Régaleuse SSP 230 T-2B Dynamic
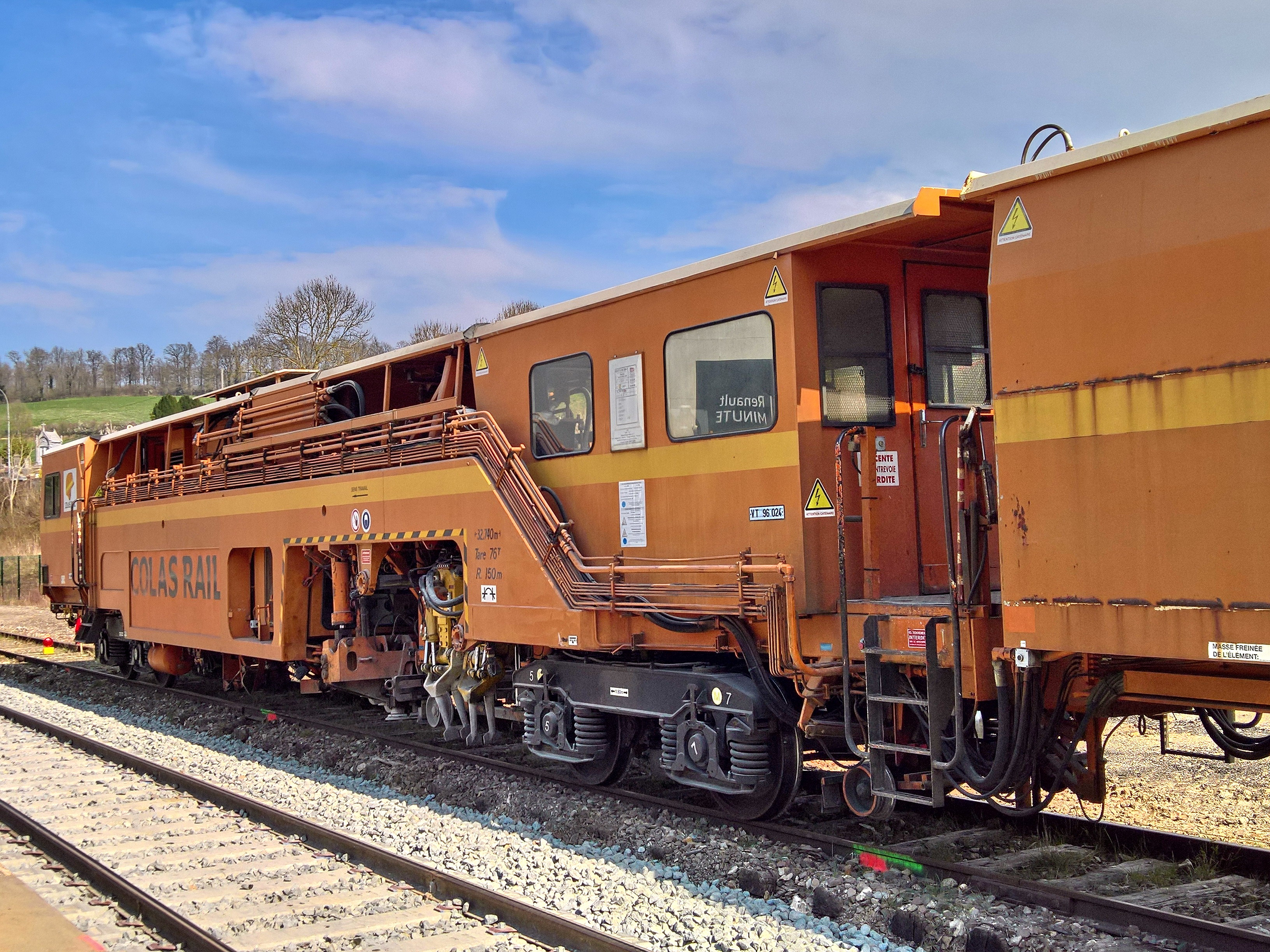
Bourreuse
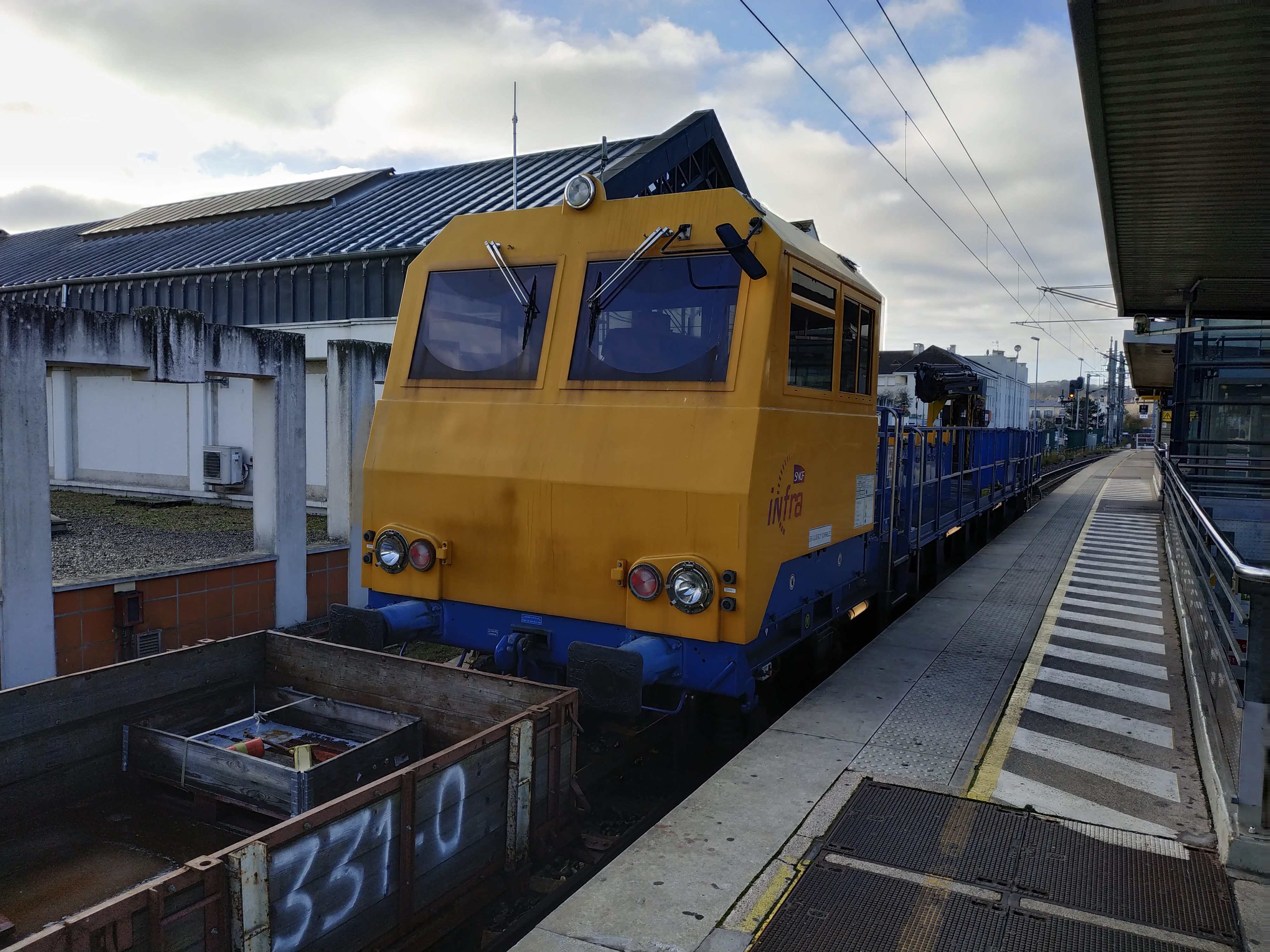
Draisine "SNCF Réseau" sur un train de travaux en Gare de Poissy